# آستانه (قزاقستان)

آستانه (به قزاقی: Астана، استانا) پایتخت کشور قزاقستان است. جمعیت این شهر اکنون بیش از دو میلیون نفر است و به‌دلیل واقع‌شدن در منطقه‌ای سردسیر، یکی از شهرهای سرد دنیا به‌شمار می‌آید؛ به‌طوری‌که در زمستان، دمای هوا در بعضی از روزها به ۴۰- درجهٔ سانتی‌گراد می‌رسد.
آستانه شهری نوساز است که به‌دلایل امنیتی در مرکز قزاقستان بنا شده و در سال ۱۹۹۸ میلادی به‌جای آلماتی، به‌عنوان پایتخت قزاقستان معرفی شد چون آلماتی به مرزهای سه کشور همجوار قزاقستان بسیار نزدیک است و امنیت کمتری نسبت به آستانه دارد.

## نام
شهر آستانه پیش از این آق‌مولا، تسلینوگراد، آق‌مالینسک و نورسلطان نام داشت (آق‌مولا به معنی «مزار سفید» است. این نام‌گذاری به خاطر مدفون بودن یکی از محترمان مذهبی در این مکان صورت گرفته بود و نام آستانه نیز اشاره به همین مزار دارد).
- سال ۱۸۳۰: Akmoly or Akmolinsky prikaz
- سال ۱۸۳۲ تا ۱۹۶۱: آق‌مالینسک
- سال ۱۹۶۱ تا ۱۹۹۲: تسلینوگراد
- سال ۱۹۹۲ تا ۱۹۹۸: آق‌مولا
- سال ۱۹۹۸ تا ۲۰۱۹: آستانه
- از ۲۰ مارس ۲۰۱۹ تا سپتامبر ۲۰۲۲: نورسلطان
- از سپتامبر ۲۰۲۲: آستانه

در سپتامبر ۲۰۲۲، نام پایتخت قزاقستان بار دیگر تغییر کرد و به نام سابق خود، یعنی «آستانه» خوانده خواهد شد. حدود ۳ سال پس از اینکه قاسم جومارت توقایف، رئیس‌جمهوری قزاقستان، به پاس قدردانی از زحمات نورسلطان نظربایف رئیس‌جمهوری سابق، پیشنهاد تغییر نام آستانه به نورسلطان را داد، دولت او با تغییر دوباره نام نورسلطان به آستانه موافقت کرد.

## پیشینه
ششم ژوئن ۱۹۹۶ میلادی «نورسلطان نظربایف» رئیس‌جمهوری قزاقستان درحالی فرمان انتقال پایتخت را از آلماتی به آستانه (که بعدها به نور سلطان تغییر نام یافت) صادر کرد که بسیاری از کارشناسان و مقامات دولتی آن را غیرعملی و ناممکن می‌دانستند. کمبود اعتبار مالی، هوای سرد و بادهای شدید آستانه از سبب‌های عمده این عدم اطمینان بود.
رئیس‌جمهوری قزاقستان، قرار گرفتن آلماتی در منطقه زلزله خیز و نبود زمینه‌های جغرافیایی برای رشد مرکز کشور را از دلایل انتقال پایتخت از آلماتی توصیف کرده و گفته بود با انتقال پایتخت به آستانه، مرکز کشور توسعه خواهد یافت.
گروه‌هایی از ملی‌گرایان روس در روسیه و داخل قزاقستان نیز خواهان پیوستن دوباره شمال قزاقستان به روسیه بودند، که انتقال پایتخت به شهری در مرکز کشور و نزدیک به روسیه، باعث شد که بسیاری از قزاق‌ها به این شهر منتقل شوند و این خواسته عملی نشود.
برخی از روشنفکران قزاق علت پایه ای انتقال پایتخت را این گونه عنوان کرده‌اند که نورسلطان نظربایف می‌خواهد در تاریخ قزاقستان نقش پتر بزرگ در روسیه را داشته باشد. همچنان که پتر بزرگ با بنیاد «سن پترزبورگ» نام خود را جاودانی کرد، نظربایف هم می‌خواهد با ساخت پایتخت جدید، نام خود را جاودانی کند. در آغاز پیشنهادهایی شده بود که پایتخت جدید را «نورسلطان» نامگذاری کنند، ولی نظربایف نام «آستانه» را برای آن برگزید.
نظربایف تأکید کرده بود که آستانه پایتخت اورآسیا است و به این دلیل در معماری آن دو سبک شرقی و غربی با هم آمیخته‌است. افزایش قیمت نفت در بازار جهانی، به قزاقستان امکان داد تا با فراخوانی از بهترین معماران جهان، شهر آستانه را نوساز کند. در طی ۱۰سال، جمعیت آستانه از حدود ۳۰۰ هزار نفر به حدود ۷۰۰ هزار نفر افزایش پیدا کرد.
ساختمان‌سازی در پایتخت جدید قزاقستان با سرعت ادامه دارد، صدها شرکت داخلی و خارجی، ده‌ها هزار کارگر قزاق، ترک، ازبک، روس، تاجیک، قرقیز و چینی در ساخت بیش از ۶۵۰مجموعه مسکونی، اداری و تفریحی در این شهر مشغول هستند.
یکی از نارسایی‌های آستانه آب و هوای نامساعد آن به ویژه بادهایی است که تقریباً همه‌روزه می‌وزد، با هدف جلوگیری از این بادها، در چند سال قبل درختکاری در ۴۰ هزار هکتار از اطراف شهر آغاز شده‌است.